# 德米特里·馬克西莫夫
德米特里·馬克西莫夫為卡普空遊戲「魔域幽靈系列」的吸血鬼角色。出生於羅馬尼亞，是馬克西莫夫家當主，魔界居民稱呼其“伯爵”、“黑暗貴公子”。因為覬覦魔界霸權，就向安斯蘭特家當主「貝里歐魯·安斯蘭特」挑戰，但因為戰敗被逐出魔界。在百年後，德米特里帶手下再度現身魔界，並和貝里歐魯的繼承者魅魔「莫莉卡·安斯蘭特」二分魔界天下。

## 人物來歷
在羅馬尼亞的深山中，有一座月圆时分才会出现，被稱作傑爾澤萊西（Zeltzereich）的城堡(以土地管理者的名字命名)。它的主人是属于魔界的贵族：德米特里·马克西莫夫。大概在100年之前，他曾经挑战贝利亚·安斯兰特，可是输给了后者，并且和他的城堡一起从魔界被放逐到人类世界。對魔族而言，白天的太陽光是麻煩的東西，對戰後滿身瘡痍的德米特里來說更不在話下。如果他直接暴露于阳光之下，那么他的身体会从内部被摧毁，而他会彻底消失。
為了避開陽光與掩人耳目，德米特里使用他剩余的力量创造了一个力场以包围他的城堡。他用这个力场来恢复力量并治疗伤口。在长达50年的时间裡，德米特里都呆在他的城堡裡。随着他力量的缓慢恢复，他只可以在有立场包围他身体的情况下，在月圆之夜离开城堡。
在此时，已经有人类在城堡周围游荡。他们或许听过关于城堡里有财宝的传言。这些人会随身带着十字架、大蒜、木桩、圣水和银子弹，并且相信他们是安全的，而鲁莽的去攻击戴米里。德米特里只能苦笑，因为这些武器对于他来说一点用都没有。对于德米特里来说，人类只是下等低俗的种族，但他們的鮮血卻相當合德米特里的胃口。德米特里最喜欢品尝處女的鲜血，因为这让他想起魔界的美酒。那些被德米特里吸过血的人們，身体和灵魂都被邪恶吞噬，而且会变成德米特里忠实的仆人。现在，大概有40个仆人留在德米特里的城堡里并且为他服务。
当德米特里恢复他力量的80%的时候，他就能够暂时在他身边创造一个光环，而这能帮助他抵御阳光。征服黑暗，連陽光也克服的德米特里可以說是沒有弱點。至少對人類來說，能打倒他的手段已經完全被封鎖住了。經過受盡屈辱後的100年後，德米特里已经成长了很多。他获得了许多新的能力和知识。这位黑闇貴公子认为他自己应该再次夺回魔界。
出现在地球上的外星生物对于德米特里来说是件意料之外的事。德米特里抓住这个机会以进一步增长力量并与「派隆」战斗，并吸收了外星生物。他很有信心地认为他已经够强壮以挑战和打败魔界的统治者「贝利亚」。当他回到魔界之后，卻发现贝利亚已经逝世了，但他的女儿莫莉卡·安斯蘭特（Morrigan）继承了安斯兰特家族并成为魔界的统治者。正当德米特里已经为挑战莫莉卡做好准备的时候，他和他的城堡却被冥王杰达吸入间次元。于是德米特里只好和杰达战斗，因为他相信这是很重要的一步。

## 得意招式
本身能力除了隱形、變蝙蝠外，有“混沌火焰”、“惡魔火焰”等放火球的技能，肉搏技能有對空的“惡魔搖籃”、螺旋鑽飛踢“蝙蝠螺旋擊”，還能用氣覆蓋全身折射陽光來克服陽光。在魔域幽靈系列中的《Vampire Savior》裡，德米特里使用的一招午夜狂歡（Midnight Bliss），能够将其他角色转换成一种更振奋的形式，然后吸取他们的鲜血/生命。如果受害者是男性，那么在德米特里吸取他们的灵魂之前会先将他们转换为女性。这招在《SVC混沌: SNK vs. 卡普空》和《卡普空格斗进化》中再次出现，而这引起了一股二次创作的潮流，那就是将不同的男性格斗游戏中的角色（有时也包括其它的游戏；将一个男性画成女性被认为是遭受了“午夜狂歡”）画成女性。某些女性角色，例如莫莉卡和莉莉絲則被转换成了卡通形象。德米特里在《南夢宮X卡普空》中也有可在地图画面上使用的午夜狂歡；然而，它只是吸取单个敌人的生命，而不会将其转化。

## 角色設計
- 德米特里有6尺5寸高（197 cm），223磅（101公斤）重。
- 德米特里设定于1483年出生。
- 德米特里特别喜欢AB血型的鲜血。
- 他的真实形态只能从“午夜狂歡”和“十亿恶魔”中看到。某些时候当他受到伤害，以及在SvC：混乱中倒地起身之后，也可以看到。在魔域幽靈中，当戴米里使用轻拳轻脚进攻的时候，也能大概看到。
- 德米特里是由桧山修之配音的
- 在“Vampire Savior”的CD的最后一条音轨中，有一段傑達和德米特里之间的战斗，但是只有声音。根据傑達打败德米特里使用的招数，大多数粉丝认为德米特里死在傑達的手上是游戏作者的设定。
- 德米特里的外观在SVC混沌：SNK vs. 卡普空中有少许改变。他的皮肤是苍白的，而且他的巩膜和瞳孔永远都是火红色（他的瞳孔一般都是红色，但是他眼睛的巩膜是在他发怒或者变回吸血鬼状态时会变红。他的格档技是他的吸血鬼形态，用他的翅膀来保护他的身体。而在卡普空的魔域幽靈游戏中，德米特里使用他的斗篷来保护他的身体，且这时他还是在人形。
- 像SNK里的吉斯·霍华德一样，德米特里看起来是魔域幽靈（Vampire）中唯一一个保持固定主题的人物。他在《吸血鬼猎人》中的主题曲是最初主题曲的改版，而他在《吸血鬼救世主》中的主题曲也是以前旧歌曲的混音版本。更有趣的是，德米特里的主题是唯一能够在《吸血鬼救世主》中得以保留的人物主题！同时，他也是三个得以保持固定场景的游戏人物之一。另两个是莫莉卡和多諾凡。

## 其它形象
在魔域幽靈的动画OVA中，德米特里将他居住了几个世纪的城市上空的阳光完全笼罩，而村民们已经忍受够了。苏醒之后，德米特里将开始他重夺恶魔世界的计划——这是在他与几个人类崇拜者的宴会上宣布的，当然他迅速的把这几个人杀死了。茉莉卡最终也介入其中，但是是Huitzil机器人最後让德米特里离开。在感觉到派隆的力量之后，戴米里接受了诱饵并与这位宇宙霸王在一场公开战斗中决斗。 
在DiC的美国卡通中，德米特里被派隆唤醒以成为他的仆人，但提供报酬。德米特里被描绘成一个懦夫，而他的力量由于他对派隆的武器的控制而难以发挥，也没有个人实力。舉例來說，有一次德米特里應德古拉伯爵的要求試圖從水晶頭骨中獲取力量，并佩戴起它。他差不多就要贏了，直到被Harry Grimoire，該卡通中一個妄自尊大的小孩主角所超過。在该卡通中，茉莉卡是因派隆的喜好而成為他的敵人，這兩人經常互相責罵。戴米里具有一個黑且棕綠色的皮膚色，有時讓他看起來像病了一樣。他同時也被傳是德古拉喜愛的、忠實的侄子。在該卡通的結尾，德古拉召喚德米特里并說他必須獲得稱為新的吸血鬼之王的力量，因為德古拉在與凡赫辛的戰鬥中已經元氣大傷了。